# حجل سومطري
حجل سومطري (الإسم العلمي:Arborophila sumatrana)، هو نوع من الطيور يتبع جنس حجلان التلال من أسرة الحجلاوات ضمن فصيلة التدرجية من رتبة الدجاجيات.